# El Sacrificio, Coahuila
El Sacrificio är en ort i Mexiko.   Den ligger i kommunen Matamoros och delstaten Coahuila, i den centrala delen av landet, 800 km nordväst om huvudstaden Mexico City. El Sacrificio ligger 1 128 meter över havet och antalet invånare är 433.
Terrängen runt El Sacrificio är huvudsakligen platt, men söderut är den kuperad. Runt El Sacrificio är det mycket glesbefolkat, med 3 invånare per kvadratkilometer. Närmaste större samhälle är San Pedro, 0,88 km väster om El Sacrificio. Omgivningarna runt El Sacrificio är i huvudsak ett öppet busklandskap.